# Diptilon aurantiipes
Diptilon aurantiipes là một loài bướm đêm thuộc phân họ Arctiinae, họ Erebidae.